# مونت سان إلوي
مونت سان إلوي (بالفرنسية: Mont-Saint-Éloi)‏ هي بلدية تقع في إقليم باد كاليه من منطقة نور با دو كاليه في شمال فرنسا. تبلغ مساحة هذه المدينة 15.85 (كم²)، وترتفع عن سطح البحر 135 م، يبلغ عدد سكانها 1033 نسمة حسب إحصاء المعهد الوطني للإحصاء والدراسات الاقتصادية سنة 2009 م. وترأس Jean-Pierre Bavière البلدية خلال فترة (2008-2014).

## معرض صور

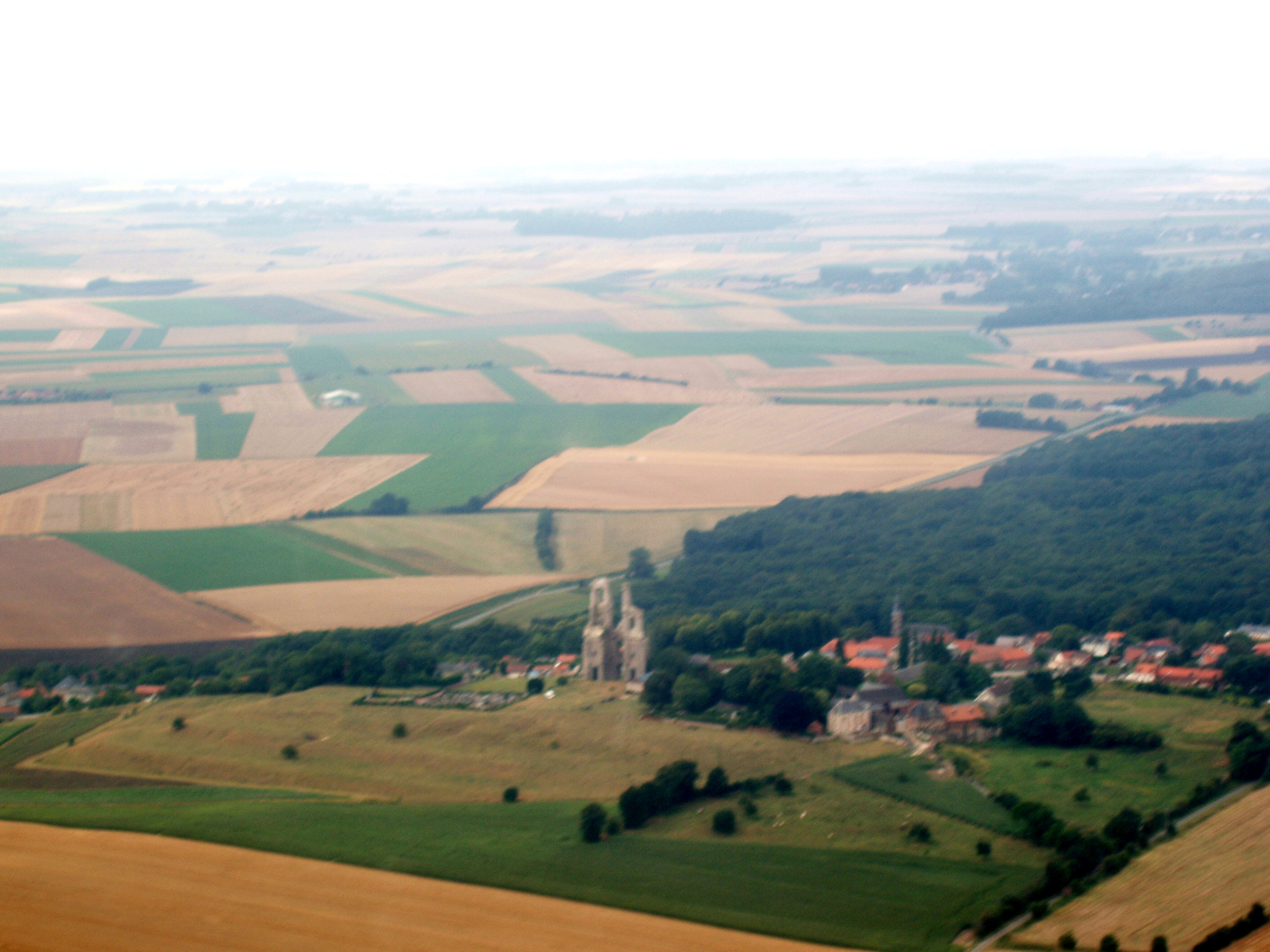
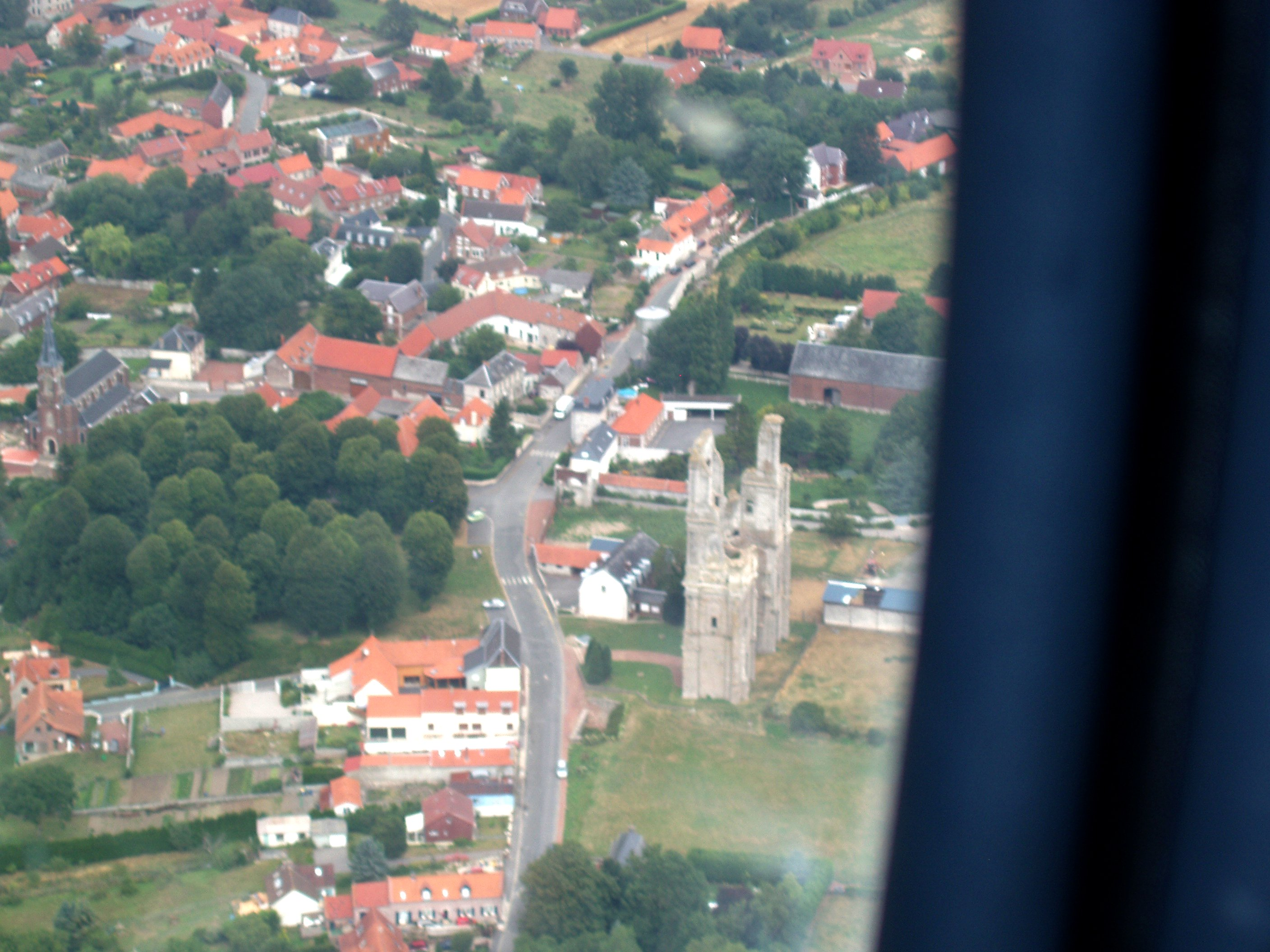
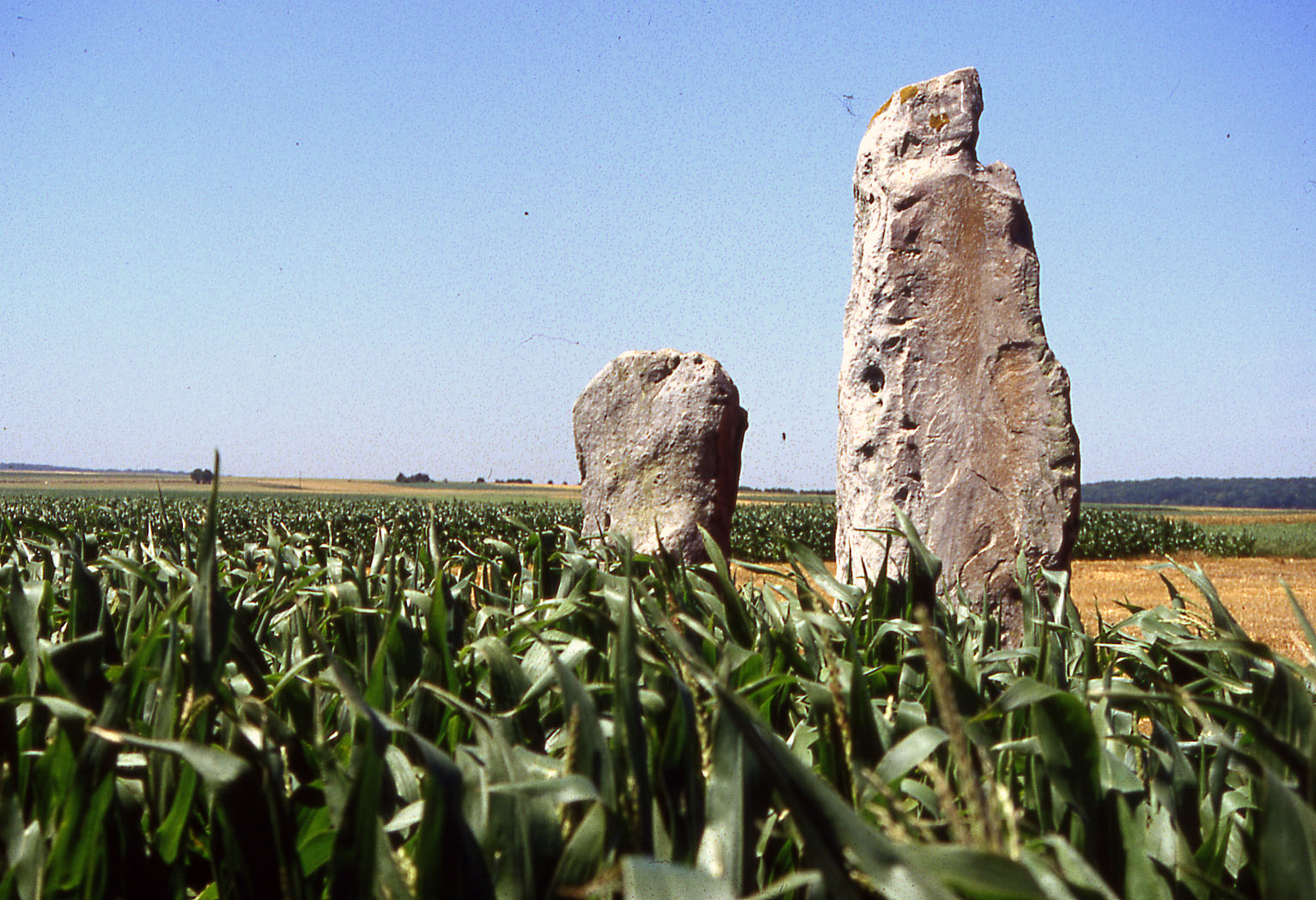